# Ilf és Petrov

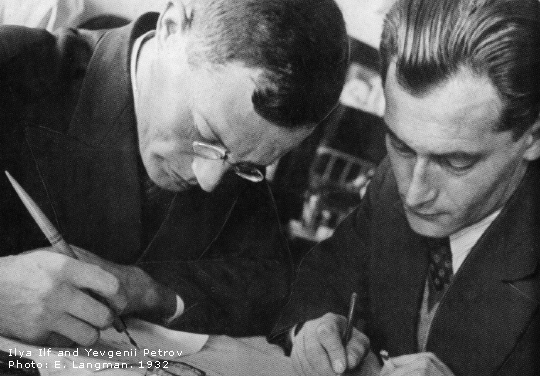
Ilf és Petrov

Ilja Ilf (eredetileg Ilja Arnoldovics Fajnzilberg, Odessza, 1897. október 15. – Moszkva, 1937. április 13.) és Jevgenyij Petrov (eredetileg Jevgenyij Petrovics Katajev, Odessza, 1903. (1902?) december 13. – Szevasztopol közelében, 1942. július 2.) szovjet-orosz írók közös művészneve. Műveik zömét együtt írták.
Hogyan írunk kettesben? Hát csak úgy, hogy kettesben írunk. Akár a Goncourt fivérek. Edmond a szerkesztőségeket járja, Jules pedig vigyáz a kéziratra, nehogy az ismerősök ellopják.
Odesszai születésűek voltak, de Moszkvában ismerkedtek meg. A Gudok című lapnál dolgoztak, ahol munkatársak voltak. (Itt dolgozott többek közt Jurij Olesa és Mihail Bulgakov is.)
Szatirikus látásmódjuk és gyűlöletük a NEP-korszak visszás jelenségei iránt csakhamar barátokká tette őket. Trilógiának tervezett nagy művükből csak két regény készült el. Mindkét könyv főhőse egy nincstelen, minden hájjal megkent férfi, Osztap. Egyetlen cél lebeg a szeme előtt: könnyen meggazdagodni.

## Műveik

### Tizenkét szék
Ebben a regényben Osztap és egyik üzlettársa a Szovjetunió kezdeti éveiben egy széket keresnek, amiben valakik ékszereket rejtettek el. Csak egy baj van, hogy abból a székből még 11 ugyanolyan van szétszóródva az ország egész területén.
A regény epizódfigurái fogalommá váltak, nyelvi leleményei szállóigévé lettek.
A regény végén Osztap Bender meghal.
„Egy cukortartóba két papírszeletet tettünk, egyikre reszkető kézzel egy halálfej és két csirkecsont volt rajzolva.
A halálfejet húztuk ki, és félóra múlva a nagy kombinátor nem volt többé. Nyakát borotva metszette át.”
– Aranyborjú
A könyv óriási sikere nyomán keletkezett a második könyv. Ehhez Osztap Bendert a szerzőknek fel kellett támasztaniuk.
- A tizenkét szék online elérhetősége

### Aranyborjú
Ebben Osztap újabb cselre készül. Kinyomozza, hogy egy senki kis könyvelő milliárdokat sikkasztott. Mivel nála vannak a bizonyítékok, egymillió rubelt kér cserébe. Ezért a pénzért még a sivatagba is elmegy.
Az Aranyborjú magyarul először A szovjetmilliomos címmel jelent meg (1944).
2006-ban 8 részes filmsorozat készült belőle Oroszországban. Osztap Bendert Oleg Menysikov játszotta. Magyarországon 2008-ban bemutatta a Duna TV.
Az Aranyborjú történetét Gyurkó László 1974-ben, az akkori magyarországi viszonyokra átalakítva megírta. Ebből a regényből Darvas Iván főszereplésével tévésorozat készült.

## Műveik magyarul
- 12 szék. Regény; ford. Gellért Hugó; Nyugat, Budapest, 1935
- A szovjetmilliomos. Regény; ford. Ljev Petrovics Garcsenko, Kristóf Béla; Hungária, Budapest, 1944
- Aranyborjú. A Szovjetmilliomos c. mű újabb kiadása; ford. Vándor Ervin; Anonymus, Budapest, 1945
- Tonja; ford. Máthé Ernő; Orosz könyv, Oradea, 1948 (Nagy írók kis könyvei)
- Szécsi Lajos: Gazdag feleség. Zenés, táncos komédia. Ilf, Petrov, Katajev ötlete nyomán; zeneösszeáll. Behár György, versek Gál Zsuzsa; Művelt Nép, Budapest, 1952 (Színjátszók könyvtára)
- Aranyborjú; ford. Fóthy János, Wessely László; Európa, Budapest, 1957
- Tizenkét szék. Regény; ford. Gellért Hugó, utószó Radványi Ervin; Európa, Budapest, 1958
- Hogyan született Robinson? Humoreszkek; vál., ford., bev. Gellért György; Magvető, Budapest, 1958 (Vidám könyvek)
- Tizenkét szék; ford. Gellért Hugó, utószó Domokos Mátyás; Európa, Budapest, 1963 (Milliók könyve)
- Elsöprő egyéniség; vál., ford., bev. Radványi Ervin; Európa, Budapest, 1965
- A szórakozó egyed; ford. Radványi Ervin; Európa, Budapest, 1977
- Gyurkó László: Aranyborjú. Televíziójáték; Ilf–Petrov regénye nyomán; Szépirodalmi, Budapest, 1974
- Aranyborjú. Zenés színi karnevál, két részben; Ilf–Petrov regénye nyomán, Fóthy János és Wessely László ford. felhasználásával szöveg Horváth Péter, zene Gerendás Péter, dalszöveg Fekete György; József Attila Színház, Budapest, 1995

## Megfilmesítések
- 1933 – Tizenkét szék
- 1938 – Tizenhárom szék

A Tizenkét szék emlékműve Odesszában

- 1961 – Teljesen komoly (Совершенно серьёзно)
- 1961 – Hogyan született Robinson? (Как создавался Робинзон)
- 1968 – Az aranyborjú
- 1970 – Tizenkét szék
- 1971 – Tizenkét szék
- 1972 – Ilf és Petrov villamoson (Ехали в трамвае Ильф и Петров)
- 1976 – Tizenkét szék
- 1988 – Ragyogó személyiség (Светлая личность)
- 1993 – Egy félkegyelmű álmai (Мечты идиота)
- 2004 – Tizenkét szék
- 2006 – Az aranyborjú

## Emlékezetük
- Róluk nevezték el a 3668 Ilfpetrov jelű aszteroidát.
- Személyük felbukkan (említés szintjén) Kondor Vilmos magyar író Budapest novemberben című bűnügyi kötetében; közös regényük, a Tizenkét szék után vette a nevét a krimi egyik kulcshelyszíne, a Dreizehnter Stuhl (magyarul Tizenharmadik szék) elnevezésű bécsi orosz kabaré.